# Grégoire Marche
Grégoire Marche (* 3. März 1990 in Valence, Département Drôme) ist ein französischer Squashspieler. 

## Karriere
Grégoire Marche begann seine professionelle Karriere in der Saison 2009 und gewann bislang neun Titel auf der PSA World Tour. Seine höchste Platzierung in der Weltrangliste erreichte er mit Position elf im März 2022. Mit der französischen Nationalmannschaft wurde er 2015 und 2017 Europameister. Mit dieser nahm er außerdem an den Mannschaftsweltmeisterschaften 2011, 2013, 2017, 2019, 2023 und 2024 teil. Er wurde 2014, 2019, 2021 und 2022 französischer Meister. Bei den World Games 2017 und 2022 gewann er jeweils die Silbermedaille.

## Erfolge
- Europameister mit der Mannschaft: 2015, 2017
- Gewonnene PSA-Titel: 9
- World Games: 2 × Silber (2017, 2022)
- Französischer Meister: 4 Titel (2014, 2019, 2021, 2022)